# Solistpriset
Ej att förväxla med Lunds Studentsångförenings solistpris.

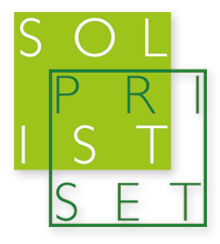
Solistprisets logotyp

Solistpriset är en tävling inom Sverige för unga klassiska musiker. Tävlingen har pågått sedan 1993 och genomförs från och med 2012 av Kungliga Musikaliska Akademien tillsammans med Göteborgs Symfoniker, Berwaldhallen, Sveriges Radio P2, Musik i Syd samt Inge och Einar Rosenborgs stiftelse för svensk musik. Finalen i Solistpriset genomförs vartannat år tillsammans med Göteborgs Symfoniker eller Sveriges Radios symfoniorkester.

## Uttagningen
Samtliga sökande till Kungl. Musikaliska Akademiens Nationella stipendier är behöriga att söka Solistpriset. Bland de sökande väljs max 16 tävlande ut till en uttagningsomgång där Musikaliska Akademiens stipendienämnd är jury. Tre tävlande går vidare till finalen som äger rum antingen i Göteborgs konserthus med Göteborgs Symfoniker eller Berwaldhallen med Sveriges Radios symfoniorkester.

## Pris
Den totala prissumman är 150 000 kronor där vinnaren går hem med 100 000 kronor medan andra- och tredjepristagarna får 25 000 kronor var. För vinnaren ingår också en turné arrangerad av Musik i Syd samt att under kommande säsong framträda som solist med Sveriges Radios Symfoniorkester eller Göteborgs Symfoniker. Vinnaren får även en solokonsert med Malmö SymfoniOrkester, en solistturné med Norrbottens kammarorkester och ytterligare en solistturné med Musica Vitae. I priset ingår även en rad inspelningar och sändningar med Sveriges Radio P2.
Tävlingen genomförs av Kungl. Musikaliska Akademien i samarbete med Sveriges Radio, Berwaldhallen, Musik i Syd, Göteborgs Symfoniker samt Rosenborg Gehrmans Stiftelse för svensk musik. Även Malmö Live Konserthus, Musica Vitae och Norrbottensmusiken bidrar till priset. 

## Vinnare
- 1993 – Karl-Magnus Fredriksson, baryton
- 1994 – Tobias Ringborg, violin
- 1995 – Markus Leoson, slagverk
- 1996 – Karin Dornbusch, klarinett
- 1997 – Cecilia Zilliacus, violin
- 1998 – Francisca Skoogh, piano
- 2002 – Mikael Holmlund, piano
- 2004 – Johan Bridger, slagverk
- 2006 – Jakob Koranyi, cello
- 2008 – Ida Falk Winland, sopran
- 2010 – Per Gross, blockflöjt
- 2012 – Ellen Nisbeth, viola
- 2014 – David Huang, piano
- 2016 – Sebastian Stevensson, fagott
- 2018 – Amalie Stalheim, cello[1]
- 2020 – Laura Michelin, flöjt[2]
- 2022 – Alva Holm, violin[3]
- 2024 – Kathrin Lorenzen, sopran

## Styrning
Solistpriset styrs av en samrådsgrupp med representanter från Kungl. Musikaliska Akademien, Sveriges Radio, Berwaldhallen, Göteborgs Symfoniker, Musik i Syd samt Inge och Einar Rosenborgs stiftelse för svensk musik.